# Myrice
Myrice is een geslacht van vlinders van de familie spanners (Geometridae), uit de onderfamilie Sterrhinae.

## Soorten
- M. cinctata Dognin, 1891
- M. inaequalis Walker, 1854
- M. nitida Warren, 1894
- M. steinbachi Prout, 1932
- M. transiens Walker, 1854